# Cynthia Mendes
Cynthia Mendes (1984) (también conocida como Cindy Mendes) es una cantante de jazz y bossa nova de São Paulo y también actriz que recientemente buceó en la escena de jazz y bossa nova paulistana.
Con una voz excelente, presenta un programa bien escogido con relecturas de clásicos de jazz y bossa nova, con samba y composiciones propias.
Además de cantante, trabaja también como actriz profesional para campañas publicitarias y comerciales.
Cynthia desarrolló su voz en la escena de hip-hop y rap, especialmente en el freestyle. Pero se destacó notablemente con su participación en Antônia, película y miniserie global. Con las demás actrices principales, Leilah Moreno, Negra Li, Quelynah, Sandra de Sá y Thaíde, ella se presentó durante el festival Berlinale 2007 en Berlín, donde Antônia participó.
A pesar de aún estar en el comienzo de su carrera ya trabajó con personas bien reconocidas en la música como en la película, con Fernando Meirelles, Sérgio Pena, Tata Amaral, Luciano Moura, Marcel Ortiz, Beto Villares y Fátima Toledo.
Durante las grabaciones de Antônia fue lanzado el CD "Grite Alto", aún con el nombre artístico de Cindy; debido al cambio radical en el repertorio ella resolvió presentarse ahora como Cynthia Mendes.

## Discografía
- Grite Alto - 2006 (Universal)